# Les 47 Rōnin (film, 1994)
Pour les articles homonymes, voir 47 rōnin (homonymie).
Pour plus de détails, voir Fiche technique et Distribution.
Les 47 Rōnin (四十七人の刺客, Shijūshichinin no shikaku) est un film japonais réalisé par Kon Ichikawa, sorti en 1994.

## Synopsis
Le film est une reprise de la légende nationale japonaise des 47 rōnin.

## Fiche technique
- Titre : Les 47 Rōnin
- Titre original : 四十七人の刺客 (Shijūshichinin no shikaku)
- Réalisation : Kon Ichikawa
- Scénario : Kon Ichikawa et Yō Takeyama d'après la pièce de théâtre de Kaneo Ikegami
- Musique : Kensaku Tanikawa
- Photographie : Yukio Isohata
- Montage : Chizuko Osada
- Production : Jitsuzo Horiuchi, Toshio Nabeshima, Yoshishige Shimatani et Jun'ichi Shindō
- Société de production : Nippon Television Network, Suntory et Toho Pictures
- Pays :  Japon
- Genre : Action et drame
- Durée : 132 minutes
- Dates de sortie : 
  -  Japon : 22 octobre 1994

## Distribution
- Ken Takakura : Kuranosuke Ōishi
- Kiichi Nakai : Matashirō Irobe
- Rie Miyazawa : Karu
- Kōichi Iwaki : Kazuemon Fuwa
- Ryūdō Uzaki : Yasubei Horibe
- Tatsuo Matsumura : Yahei Horibe
- Hisashi Igawa : Magodayū Okuda
- Gaku Yamamoto : Chūzaemon Yoshida
- Shigeru Kōyama : Jūnai Onodera
- Hitomi Kuroki : Kiyo
- Misa Shimizu : Hori
- Yūko Kotegawa : Yōzen'in
- Saburō Ishikura : Magozaemon Senoo
- Renji Ishibashi : Heihachirō Kobayashi
- Isao Bitō : Shinpachi Yamazoe
- Jun Hashizume : Takuminokami Asano
- Kikunosuke Onoe : Chikara Oishi
- Bsaku Satō : le propriétaire de Ichimonji-ya, le magasin de pinceaux
- Akiji Kobayashi : Kurobei Ōno
- Akira Kubo : Sagaminokami Tsuchiya
- Gen Idemitsu : Tajimanokami Akimoto
- Masayuki Imai : Gunbei Takada
- Toshi Shioya : Yogorō Kanzaki
- Kō Nishimura : Kōzukenosuke Kira
- Ken Kobayashi : Jūrōzaiemon Isogai
- Yuzuru Nishimura : Tadashichi Takebayashi
- Shinji Yamaguchi : Matanojō Ushioda
- Akira Nagatsuma : Isuke Maehara
- Tatsuya Hokimoto : Genzō Akabane
- Issei Fuchino : Gengo Ōtaka
- Hiroshi Kawasaki : Sukeimon Tominomori
- Hiroyuki Kiyosue : Tōzaemon Hayami
- Hiroshi Murayama : Kanroku Chikamatsu
- Toshiaki Tanabe : Gengoemon Kataoka
- Yuji Odoi : Yasoemon Okajima
- Hiroshi Inoue : Jūheiji Sugino
- Tsutomu Harada : Shōgen Okuno
- Kazuhiko Ōtsuka : Sanpei Kayano
- Issui Kobayashi : Kichiemon Terasaka
- Hirokazu Igarashi : Kinemon Okano
- Shirō Kajiwara : le narrateur
- Nenji Kobayashi : Genshirō Shindō
- Eiji Bandō : Gihei Amakawaya
- Atsuo Nakamura : Sōemon Hara
- Kōji Ishizaka : Yoshiyasu Yanagisawa
- Ruriko Asaoka : Riku
- Hisaya Morishige : Hyōbu Chisaka

## Distinctions
Le film a été nommé pour onze Japan Academy Prizes et en a remporté quatre : meilleur second rôle masculin pour Kiichi Nakai, meilleur montage, meilleure direction artistique et meilleur son.